# 櫻井健一
櫻井 健一（さくらい けんいち、1976年12月26日 - ）は、日本の陸上競技選手で、現在は国際武道大学体育学部体育学科助教。セビリア世界選手権男子110mハードルの日本代表選手。日本選手権1998年第82回大会と2002年第86回大会で2位入賞の成績を残した。千葉県出身。千葉県立大多喜高等学校、国際武道大学体育学部卒業。身長180cm、体重74kg。

## 経歴
高校時代はインターハイに出場できず無名の存在であったが、国際武道大学に入学したことで110mハードル選手としての才能が開花した。1997年の3年時には関東インカレで優勝、日本学生選手権2位、日本インカレ4位、日本選手権5位と全国区の競技者となる。4年時となる1998年には、関東インカレ、日本インカレ、関東学生個人選手権、日本インカレをすべて優勝を果たし、学生タイトル総嘗めの4冠を達成した。さらに両インカレでは大会新記録で優勝。関東学生個人選手権では大学生では初となる13秒7台の学生記録を樹立した。その後の日本選手権で谷川聡（筑波大）に学生記録を更新されたが、一気に日本のトップハードラーに登りつめた。
大学卒業後はミキハウス陸上競技部に所属し、1年目の1999年5月に水戸で13秒67の自己最高記録を記録し、世界選手権の日本代表選手となる。翌年のシドニー五輪A標準記録も突破しており代表の有力候補であったが、アキレス腱の故障により代表入りを逃した。その後は日本トップレベルで競技するも故障との戦いとなり、2001年には世界選手権のA標準記録を突破し春季サーキットでは無敗だったが、最終選考となる日本選手権で5位と敗れ代表入りを逃した。
2004年アテネ五輪の代表を逃し第一線を退き指導者の道へ進む。その後は国際武道大学大学院へ進学し、コーチング科学を学び母校の教員となる。陸上競技部では指導者として競技者育成に尽力をしている。